# Listes de nébuleuses planétaires
Pour des articles plus généraux, voir Nébuleuse planétaire et Liste de nébuleuses.
Voici une liste non exhaustive de nébuleuses planétaires, divisée selon leur localisation, dans l'hémisphère Nord et dans Sud.

## Liste manuelle

### Hémisphère nord
| Image | Dénomination                      | Catalogue Messier | NGC              | Autres désignations | Date découverte | Distance (kal)   | Magnitude apparente (visuelle) | Constellation |
| ----- | --------------------------------- | ----------------- | ---------------- | ------------------- | --------------- | ---------------- | ------------------------------ | ------------- |
|       |                                   |                   | NGC 6210         |                     |                 | 4,7              | 9,3                            | Hercule       |
|       | Nébuleuse du Nœud papillon        |                   | NGC 40           |                     | 1788            | 3,5              | 11,4                           | Céphée        |
|       |                                   |                   | NGC 6826         |                     |                 | 2,0              | 8,8                            | Cygne         |
|       | Nébuleuse de l'Haltère            | M27               | NGC 6853         |                     | 1764            | 1,36 +0,16 −0,21 | 7,5                            | Petit Renard  |
|       | Nébuleuse de la Lyre              | M57               | NGC 6720         |                     | 1779            | 2,3 +1,5 −0,7    | 9                              | Lyre          |
|       | Nébuleuse de l'Esquimau           |                   | NGC 2392         |                     | 1787            | 2,9 (approx.)    | 10,1                           | Gémeaux       |
|       | Nébuleuse de l'Œil de Chat        |                   | NGC 6543         |                     | 1786            | 3,3 ± 0,9        | 9,8B                           | Dragon        |
|       |                                   |                   |                  | Abell 21            | 1955            | 1,0 (approx.)    | 15,99                          | Gémeaux       |
|       |                                   |                   | NGC 7027         |                     | 1878            | 3,0 (approx.)    | 10                             | Cygne         |
|       | Petit Haltère                     | M76               | NGC 650, NGC 651 |                     | 1780            | 3,4 (approx.)    | 10,1                           | Persée        |
|       | Nébuleuse du Hibou                | M97               | NGC 3587         |                     | 1781            | 2,6 (approx.)    | 9,9                            | Grande Ourse  |
|       |                                   |                   |                  | M1-92               | 1946            | 15,0 (maximum)   | 11,7                           | Cygne         |
|       |                                   |                   |                  | Abell 39            | 1955            | 6,8 (approx.)    | 13,7                           | Hercule       |
|       | Jones-Emberson 1                  |                   |                  | PK 164+31.1         | 1939            | 1,6 (approx.)    | 14,0                           | Lynx          |
|       | Nébuleuse de la tranche de citron |                   |                  | IC 3568             | 1918            | 4,5 (approx.)    | 12                             | Girafe        |
|       |                                   |                   |                  | PN G75.5 1.7        | 2008            | 4 (approx.)      |                                | Cygne         |

### Hémisphère sud
| Image | Dénomination                  | Catalogue Messier | NGC      | Autres désignations | Date découverte | Distance (kal)   | Magnitude apparente (visuelle) | Constellation |
| ----- | ----------------------------- | ----------------- | -------- | ------------------- | --------------- | ---------------- | ------------------------------ | ------------- |
|       |                               |                   | NGC 6751 |                     |                 | 6,5              | 15,8                           | Aigle         |
|       | Casque de Thor                |                   | NGC 2359 |                     |                 | 15               | 11,45                          | Grand Chien   |
|       | Fantôme de Jupiter            |                   | NGC 3242 |                     | 1785            | 1,4              | 8,6                            | Hydre         |
|       | Nébuleuse de l'Insecte        |                   | NGC 6302 |                     | 1888 (au moins) | 3,4 ± 0,5        | 7,1B                           | Scorpion      |
|       | Nébuleuse du Petit Fantôme    |                   | NGC 6369 |                     | 1784            |                  | 9,9                            | Ophiuchus     |
|       | Nébuleuse Saturne             |                   | NGC 7009 |                     | 1782            | 3,0 (approx.)    | 12,8                           | Verseau       |
|       | Nébuleuse de l'Hélice         |                   | NGC 7293 |                     | 1824            | 0,68 +0,15 −0,08 | 13,5                           | Verseau       |
|       | Nébuleuse de l'Araignée rouge |                   | NGC 6537 |                     | 1888 (au moins) | 3,9 (approx.)    | 11,9                           | Sagittaire    |
|       | Nébuleuse des jets jumeaux    |                   |          | M2-9                | 1947            | 2,1              | 14,7                           | Ophiuchus     |
|       |                               |                   | NGC 2346 |                     | 1802            | 3,9 (approx.)    | 11,9                           | Licorne       |
|       |                               |                   |          | Hen 2-47            |                 | 6,6              |                                | Carène        |
|       |                               |                   | NGC 6565 |                     |                 |                  |                                | Sagittaire    |
|       |                               |                   | NGC 3132 |                     | 1888 (au moins) | 2,6 (approx.)    | 9,87                           | Voiles        |
|       |                               |                   | NGC 2438 |                     | 1786            | 2,9 (approx.)    | 11,5                           | Poupe         |
|       |                               |                   |          | IC 4406             | 1888-1907       | 2,0 (approx.)    |                                | Loup          |
|       |                               |                   | NGC 2440 |                     | 1790            | 3,6 (approx.)    | 9,3                            | Poupe         |
|       | Nébuleuse du Spirographe      |                   |          | IC 418              | 1888-1894       | 1,3 (approx.)    | 9,6                            | Lièvre        |
|       | Nébuleuse Stingray            |                   |          | Hen 3-1357          | 1989            | 18 (approx.)     | 10,75                          | Autel         |
|       |                               |                   | NGC 5189 |                     | 1835            | 2,6 (approx.)    | 9,5                            | Mouche        |
|       |                               |                   |          | Mz 1                | 1922            | 3,4 ± 0,5        | 12,0                           | Règle         |
|       | Nébuleuse de la Fourmi        |                   |          | Mz 3                | 1922            | 8,0 (approx.)    | 13,8                           | Règle         |
|       | Shapley 1                     |                   |          | PLN 329+2.1         | 1936            | ~1               | 12,6                           | Règle         |
|       | Nébuleuse du Sablier          |                   |          | MyCn18              | 1996            | 8,0 (approx.)    | 13,0                           | Mouche        |
|       |                               |                   | NGC 3918 |                     | 1834            | 4,9              | 8,5                            | Centaure      |